# Subterranean (novela)
Subterranean es una novela de aventura y ciencia ficción del autor estadounidense James Rollins, publicada por la editorial HarperCollins en 1999.

## Sinopsis
Debajo del hielo en el fondo de la Tierra hay un magnífico laberinto subterráneo, un lugar de maravillas impresionantes y terrores más allá de lo imaginable. Un equipo de especialistas dirigido por la arqueóloga Ashley Carter ha sido seleccionado para explorar este lugar secreto y descubrir las riquezas que posee. Pero ellos no son los primeros en aventurarse allí, y los que estuvieron antes jamás regresaron. En dicho lugar hay misterios más antiguos que la humanidad y revelaciones que podrían cambiar el mundo. Pero también hay cosas que no deberían perturbarse, y una verdad devastadora que podría condenar a Ashley y a la expedición: no están solos, pues las cavernas están habitadas por todo un ecosistema subterráneo de mamíferos primitivos, algunos inteligentes, otros salvajes, todos más allá del alcance del conocimiento moderno. Los miembros del equipo ahora deberán enfrentar este constante peligro y tratar de salir vivos de la misión para documentar al mundo sobre sus increíbles hallazgos.

## Personajes
- Profesora Ashley Carter: Ashley es una paleoantropóloga estadounidense que tiene la reputación de descubrir artefactos clave incluso después de que un sitio de excavación ha sido investigado a fondo. Tiene un hijo de once años llamado Jason Carter.
- Benjamin Brust: Ben es un experto en espeleología australiano que lleva a personas adineradas en expediciones a áreas exóticas y desconocidas que generalmente se consideran peligrosas y que no están abiertas al público.
- Doctor Andrew Blakely: El Dr. Blakely es el investigador principal del sitio en la Antártida y es empleado de la National Science Foundation. Él es responsable de la organización.
- Profesora Linda Furstenburg: Linda es una bióloga canadiense y ha sido reclutada para ser miembro del equipo científico que se dirige a las cuevas de la Antártida.
- Khalid Najmon: Khalid es un geólogo egipcio que ha sido reclutado para ser miembro del equipo científico que se dirigió a las cuevas de la Antártida.
- Mayor Dennis Michaelson: El Mayor Michaelson es el jefe del equipo de NAVY SEAL enviado para proteger al equipo de científicos en su expedición en la Antártida.